# Freakazoid!
A Freakazoid! amerikai televíziós rajzfilmsorozat, melyet Steven Spielberg, Bruce Timm, és Paul Dini alkotott meg. A forgatókönyvet Alan Burnett és Paul Dini írta, Rich Arons, Dave Marshall és Peter Shin rendezte, a zenéjét Richard Stone szerezte. Az Amblin Entertainment és a Warner Bros. Animation készítette, a Warner Bros. Television forgalmazta. Amerikában a The WB Television Network adó vetítette először 1995. szeptember 9. és 1997. június 1. között, Magyarországon a TV2 sugározta.
A Bolondos dallamok és a DC Comics stílusát keverő történet Dexterről szól, aki egy vírusos számítógép-chip miatt egy természetfeletti hatalommal bíró szuperhőssé változik, Freakazoiddá. A mániákus, elmebeteg, szuper erős teremtmény hatalmával megküzd a várost fenyegető bűnözőkkel, igazságot, és rendet tesz.

## Háttér
A Harry Connick középiskola stréber, számítógép őrült tanulója, Dexter Douglas karácsonyi ajándék gyanánt kap egy vírusos "Pinnacle" számítógép-chipet (A vírus egy meghatározott karaktersor begépelése után a "delete" billentyű megnyomásával aktiválódik, és beszippantja az illetőt a cyber-űrbe). Dexter macskája végigsétál a billentyűzeten, miközben a szóban forgó karaktersort gépeli be. Dextert a "törlés" gomb megnyomásának pillanatában elnyeli az internet, majd a világhálón található összes adatot letölti közvetlenül Dexter fejébe, aki szert tesz egy másik személyiségre, Freakazoidra. Ebben a formában, gyors, erős, viszonylag intelligens, illetve nem okoz neki gondot a fizika törvényeinek megszegése sem. Ebben a mániákus, elmebeteg szuper erős formában a rendőrség munkáját segíti, furcsa, bizarr gonosztevők terveit hiúsítja meg.
Dexter a "Freak out!" és "Freak in!" parancsokkal változhat át és vissza. Dexterként Freakazoid a fiú agyának egy eldugott részében rejtőzik (Freak-a-zone), itt mélyen gondolataiba merülhet, illetve a "The Rat Patroll" ismétléseit nézheti.

## Szereplők
| Szereplő               | Eredeti hang      | Magyar hang       |
| ---------------------- | ----------------- | ----------------- |
| Freakazoid             | Paul Rugg         | Minárovits Péter  |
| Dexter Douglas         | David Kaufman     | Markovics Tamás   |
| Duncan Douglas         | Googy Gress       | Petrik Péter      |
| Debbie Douglas         | Tress MacNeille   | Csere Ágnes       |
| Douglas Douglas        | John P. McCann    | Szokolay Ottó     |
| Mr. Chubbikins         | Frank Welker      | (saját hangján)   |
| Mike Cosgrove őrmester | Ed Asner          | Konrád Antal      |
| Roddy MacStew          | Craig Ferguson    | Várkonyi András   |
| Steff                  | Tracy Rowe        | Vadász Bea        |
| Önmaga / Narrátor      | Joe Leahy         | Végvári Tamás     |
| Kobra királynő         | Tress MacNeille   | Farkasinszky Edit |
| Armondo Guitierrez     | Ricardo Montalbán | Beregi Péter      |
| Okostónizátor          | Aron Kincaid      | Uri István        |
| Bo-Ron                 | Stan Freberg      | Gesztesi Károly   |
| Rajongó                | Stephen Furst     | Seszták Szabolcs  |
| Steven Spielberg       | Frank Welker      | Wohlmuth István   |
| E.T.                   | Frank Welker      | ?                 |
| Paul Harvey            | Paul Rugg         | Balázsi Gyula     |
| Önmaga                 | Paul Rugg         | Balázsi Gyula     |
| Állatpszichológus      | Paul Rugg         | ?                 |
| Tom Snyder             | Paul Rugg         | ?                 |
| Lonnie Tallbutt        | Mitch Schauer     | Németh Gábor      |
| Farkasember            | Jim Cummings      | Németh Gábor      |
| Agy                    | David Warner      | Versényi László   |
| Önmaga                 | Jack Valenti      | Áron László       |
| Tanácstag              | Neil Ross         | ?                 |
| Yakko Warner           | Rob Paulsen       | Fekete Zoltán     |
| Freddy Bob             | Rob Paulsen       | ?                 |
| Wakko Warner           | Jess Harnell      | Kálid Artúr       |
| Billy Bob              | Jess Harnell      | ?                 |
| Dot Warner             | Tress MacNeille   | Somlai Edina      |
| Jubel Lee              | John P. McCann    | ?                 |
| Önmaga                 | John P. McCann    | Pálfai Péter      |
| Mohammed-Abdul         | Rob Paulsen       | Pálfai Péter      |
| Bill Gates             | Maurice LaMarche  | Pálfai Péter      |
| "K" kapitány           | Maurice LaMarche  | ?                 |
| Dan                    | Maurice LaMarche  | Gruber Hugó       |
| Elliott                | Quinton Flynn     | ?                 |

- További magyar hangok: Bódy Gergely, Melis Gábor, Menszátor Magdolna, Németh Kriszta, Pálmai Szabolcs

## Epizódok

### Évadáttekintés
| Évad | Évad | Részek száma | Részek száma | Eredeti sugárzás    | Eredeti sugárzás  |
| Évad | Évad | Részek száma | Részek száma | Évadbemutató        | Évadzáró          |
| ---- | ---- | ------------ | ------------ | ------------------- | ----------------- |
|      | 1.   | 13           | 13           | 1995. szeptember 9. | 1996. február 17. |
|      | 2.   | 11           | 11           | 1996. szeptember 7. | 1997. június 1.   |

### 1. évad (1995–1996)
| #  | Magyar cím                               | Angol cím                             | Író                                     | Eredeti bemutató     |
| -- | ---------------------------------------- | ------------------------------------- | --------------------------------------- | -------------------- |
| 1  |                                          | Five Day Forecast                     | John P. McCann & Tom Ruegger            | 1995. szeptember 9.  |
| 1  | The Dance of Doom                        |                                       | John P. McCann & Tom Ruegger            | 1995. szeptember 9.  |
| 1  | Handman                                  |                                       | John P. McCann & Tom Ruegger            | 1995. szeptember 9.  |
| 2  |                                          | Candle Jack                           | Paul Rugg, Tom Minton & Tom Ruegger     | 1995. szeptember 16. |
| 2  | Toby Danger In Doomsday Bet              |                                       | Paul Rugg, Tom Minton & Tom Ruegger     | 1995. szeptember 16. |
| 2  | The Lobe                                 |                                       | Paul Rugg, Tom Minton & Tom Ruegger     | 1995. szeptember 16. |
| 3  |                                          | Mo-Ron                                | Tom Ruegger & Paul Rugg                 | 1995. szeptember 23. |
| 3  | The Sewer Rescue                         |                                       | Tom Ruegger & Paul Rugg                 | 1995. szeptember 23. |
| 3  | The Big Question                         |                                       | Tom Ruegger & Paul Rugg                 | 1995. szeptember 23. |
| 3  | The Legends Who Lunch                    |                                       | Tom Ruegger & Paul Rugg                 | 1995. szeptember 23. |
| 4  |                                          | And Fan Boy Is His Name               | Paul Dini & John P. McCann              | 1995. szeptember 30. |
| 4  | Lawn Gnomes: Chapter IV – Fun In The Sun |                                       | Paul Dini & John P. McCann              | 1995. szeptember 30. |
| 4  | Frenching With Freakazoid                |                                       | Paul Dini & John P. McCann              | 1995. szeptember 30. |
| 5  | Veszett a Freakadög                      | Foamy The Freakadog                   | Paul Dini & Paul Rugg                   | 1995. október 7.     |
| 5  | Hivatali procedúra                       | Office Visit                          | Paul Dini & Paul Rugg                   | 1995. október 7.     |
| 5  | Óda Leonard Nimoyhoz                     | An Ode To Leonard Nimoy               | Paul Dini & Paul Rugg                   | 1995. október 7.     |
| 5  | Emergency Broadcast System               | Emergency Broadcast System            | Paul Dini & Paul Rugg                   | 1995. október 7.     |
| 5  | Norvég társalgási lecke Freakazoiddal    | Conversational Norwegian              | Paul Dini & Paul Rugg                   | 1995. október 7.     |
| 6  | A chip, 1. rész                          | The Chip: Part 1                      | Paul Rugg                               | 1995. november 4.    |
| 7  | A chip, 2. rész                          | The Chip: Part 2                      | Paul Rugg & Alan Burnett                | 1995. november 11.   |
| 7  | Freakazoid Is History                    |                                       | Paul Rugg & Alan Burnett                | 1995. november 11.   |
| 8  |                                          | Hot Rods From Heck                    | John P. McCann                          | 1995. november 18.   |
| 8  | A Time For Evil                          |                                       | John P. McCann                          | 1995. november 18.   |
| 8  | Freakmobile Toy Line                     |                                       | John P. McCann                          | 1995. november 18.   |
| 9  |                                          | Relax-O-Vision (Terror On The Midway) | Paul Dini, Tom Ruegger & John P. McCann | 1995. november 25.   |
| 9  | Fatman And Boy Blubber                   |                                       | Paul Dini, Tom Ruegger & John P. McCann | 1995. november 25.   |
| 9  | Limbo Lock-Up                            |                                       | Paul Dini, Tom Ruegger & John P. McCann | 1995. november 25.   |
| 9  | Terror Palace                            |                                       | Paul Dini, Tom Ruegger & John P. McCann | 1995. november 25.   |
| 10 |                                          | In Arms Way                           | Ken Segall & Paul Rugg                  | 1995. december 16.   |
| 10 | The Cloud                                |                                       | Ken Segall & Paul Rugg                  | 1995. december 16.   |
| 11 | Telefonáljatok előtte!                   | Next Time, Phone Ahead                | Tom Ruegger & Paul Dini                 | 1996. február 3.     |
| 11 | Okostónizátor                            | Nerdator                              | Tom Ruegger & Paul Dini                 | 1996. február 3.     |
| 12 | Freakazoid háza                          | House of Freakazoid                   | Paul Dini                               | 1996. február 10.    |
| 12 | Csatorna torna                           | Sewer Or Later                        | Paul Dini                               | 1996. február 10.    |
| 13 |                                          | The Wrath of Guitierrez               | Paul Rugg                               | 1996. február 17.    |

### 2. évad (1996–1997)
| #  | Magyar cím       | Angol cím             | Író                                      | Eredeti bemutató     |
| -- | ---------------- | --------------------- | ---------------------------------------- | -------------------- |
| 1  |                  | Dexter's Date         | Paul Rugg & Alan Burnett                 | 1996. szeptember 7.  |
| 2  |                  | The Freakazoid        | Paul Rugg                                | 1996. szeptember 14. |
| 3  |                  | Mission: Freakazoid   | John P. McCann                           | 1996. szeptember 28. |
| 4  |                  | Virtual Freak         | Melody Fox & John P. McCann              | 1996. november 2.    |
| 5  |                  | Hero Boy              | Paul Rugg, Tom Sheppard & Wendell Morris | 1996. november 9.    |
| 6  |                  | A Matter of Love      | Paul Rugg & Lisa Malone                  | 1996. november 16.   |
| 7  |                  | Statuesque            | John P. McCann                           | 1996. november 29.   |
| 8  |                  | Island of Dr. Mystico | Jed Springarn                            | 1997. február 7.     |
| 9  |                  | Two Against Freak     | Ken Segal                                | 1997. február 14.    |
| 10 |                  | Freak-A-Panel         | Mitch Watson                             | 1997. május 31.      |
| 10 | Tomb of Invisibo |                       | Mitch Watson                             | 1997. május 31.      |
| 11 |                  | Normadeus             | Paul Rugg                                | 1997. június 1.      |